# Iker
Iker es un nombre propio masculino de origen vasco y de uso frecuente en el norte de España, especialmente en el País Vasco y Navarra.
El nombre fue popularizado en el siglo XX por los ideólogos del nacionalismo vasco Sabino Arana y Koldo Eleizalde, quienes lo incluyeron en la obra Deun-ixendegi euzkotarra. Este santoral onomástico fue publicado en 1910, tras la muerte de Arana, por su colaborador Luis Eleizalde, con el objetivo de promover nombres vascos entre la población.

## Significado y variantes
El significado de Iker es Visitación, en referencia a la Visitación de la Virgen María, que en el calendario católico se celebra el 31 de mayo. La forma femenina de este nombre es Ikerne, considerada equivalente al nombre español Visitación, el cual también existe en euskera como «Bisitazio».

## Popularidad y uso actual
Durante la década de 2010, Iker fue el nombre masculino más popular en algunas provincias de España, especialmente en Navarra y Álava. Según los últimos datos disponibles, Iker sigue siendo un nombre común en España, y es ampliamente reconocido en el País Vasco. En el ámbito internacional, el nombre Iker no cuenta con equivalentes en otros idiomas, por lo que no se encuentra entre los 1000 nombres más comunes a nivel mundial.